# Kooyong
Kooyong est une banlieue de Melbourne, Australie situé au sud-est du centre-ville. Elle accueille annuellement le Tournoi de tennis de Kooyong à Kooyong Stadium.